# Kanton Brühl
Der Kanton Brühl war einer der zehn Verwaltungseinheiten im Arrondissement de Cologne im Département de la Roer (Rurdepartement). Er wurde 1798 durch die im Auftrag des französischen Direktoriums von Kommissar François Joseph Rudler durchgeführte Einteilung der seit 1794 besetzten linksrheinischen Territorien in Départements und Kantone gebildet und bestand bis zum Jahre 1814.

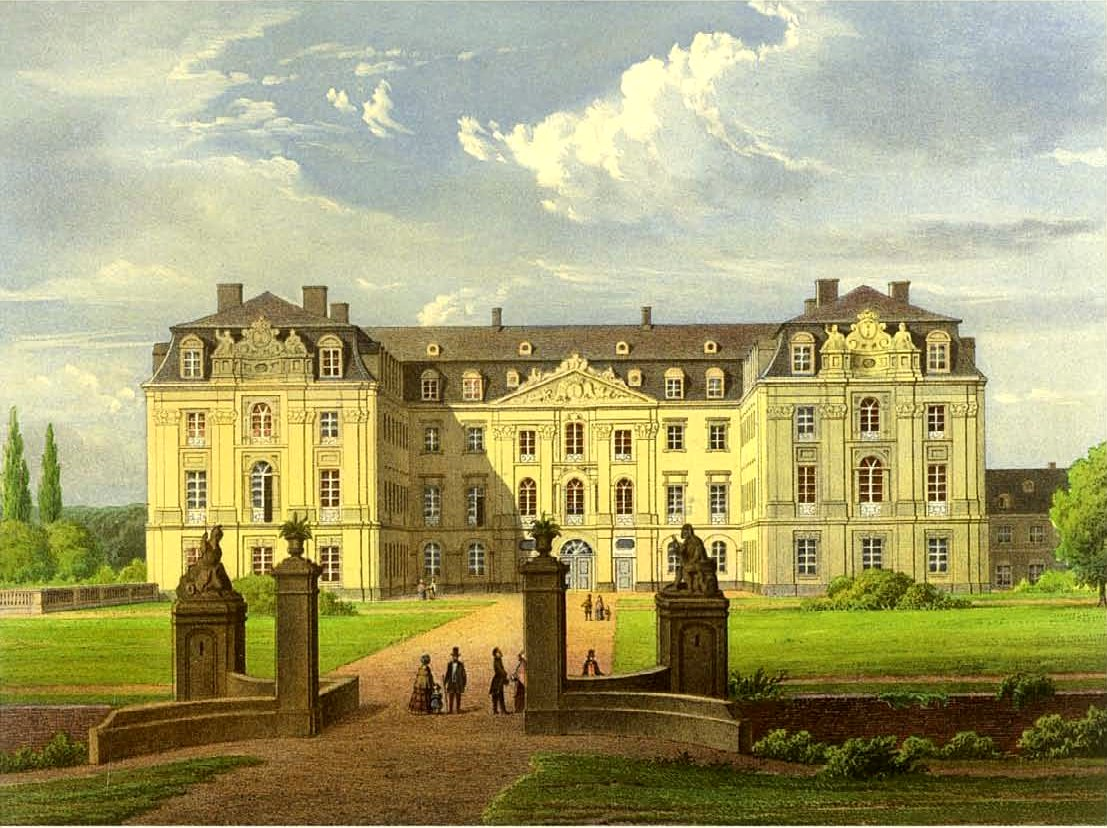
Schloss Augustusburg um 1860, Sammlung Alexander Duncker

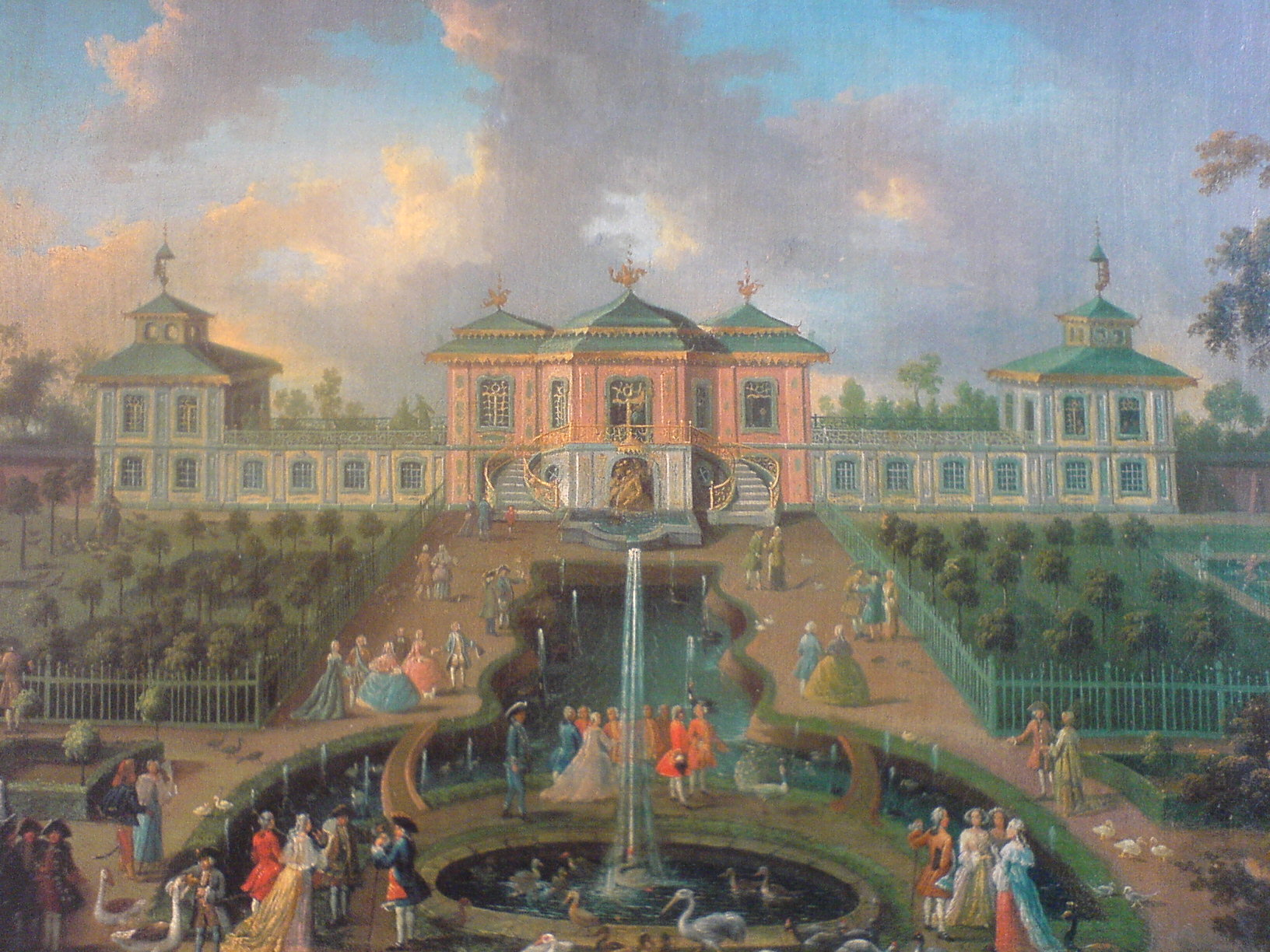
Chinesischer Pavillon Augustusburg

## Geschichte
Die Besetzung linksrheinischer Gebiete durch französische Revolutionstruppen erfolgte im Spätherbst 1794. Damit erlosch auch die glanzvolle Zeit Brühls als kurfürstliche Residenzstadt und kurkölnisches Amt. Der letzte Kölner Kurfürst Maximilian Franz ergriff vor den heranrückenden Truppen die Flucht. Gleichzeitig endete die Zuordnung der übrigen Territorien im Kölner Umland zu den jülischen und brabantischen (Hürth) Herrschaftsgebieten. Die ehemalige Residenz, Schloss Augustusburg, bestimmte Napoléon 1803 zum Sitz der 4. Kohorte der Ehrenlegion.
Diese und seine mittlerweile zu französischen Staatsbürgern gewordenen Brühler besuchte der französische Kaiser im Jahr 1804 auf einer Durchreise, auf der er auch Köln besuchte.

## Verwaltungseinheiten

### Verwaltungen in der Besetzungszeit
Nach dem Einmarsch der französischen Revolutionstruppen im Oktober 1794 blieb Brühl in den folgenden Jahren bis 1797 Aufmarschgebiet der französischen Armee. Im Winter 1794/95 benutzten die französischen Revolutionstruppen einen Teil des Franziskanerklosters als Lazarett. Fast ununterbrochen waren die Orte der Munizipalität Brühl nicht nur durch Einquartierung stark belastet, sondern die französische Regierung forderte auch für ihre Militärtransporte von den Einwohnern Hand- und Spanndienste zur Reparatur der Straßen sowie zur Versorgung der durchmarschierenden Truppen Fouragelieferungen und Kontributionen. Diese konnten von den Einwohnern unmöglich aufgebracht werden. Die schon beim Einmarsch zu beklagenden Plünderungen und Erpressungen durch französische Truppen und die folgenden Willkürakte des Militärs wie gewaltsame Requirierung wurden erst 1796 durch ein Verbot des Direktoriums unterbunden.
Nach der Besetzung des linksrheinischen Gebietes wurde am 15. Oktober 1794 eine Zentralverwaltung mit Sitz in Aachen eingerichtet, die alte Grenzen und Territorien mit unterschiedlichen Traditionen und Rechtsvorschriften beseitigte. Das Gebiet wurde im November in sieben Arrondissements, diese im Dezember in Kantone und die Kantone wiederum in Munizipalitäten eingeteilt. Der größte Teil des ehemaligen kurkölnischen Amtes Brühl gehörte als Munizipalität bis zum Herbst 1797 zum Kanton Köln im Arrondissement Köln mit Verwaltungssitz in Bonn.
Parallel mit der Verwaltungsreform wurde eine erste Justizreform durchgeführt, bei der die Vielzahl der bis zum Einmarsch der französischen Armee bestehenden Gerichte aufgehoben wurde. Nach der Reform, die im Juni 1795 in Kraft trat, erhielt Brühl als Hauptort der Munizipalität ein Friedensgericht für Bagatellfälle. Der Hauptort des Kantons erhielt ein Gericht für Zivilsachen und ein Gericht für Strafsachen.
In den folgenden Jahren wurden Änderungen der Verwaltung und der Einteilung der Verwaltungsbezirke vorgenommen: 1796 erfolgte die Einteilung in sechs Arrondissements. Die folgende von General Lazare Hoche durchgeführte Reform, die alle bisherigen Verfügungen der Verwaltung außer Kraft und die vor dem Einmarsch der französischen Truppen bestehenden Regierungen wieder einsetzte, war nur von kurzer Dauer, sie wurde nach seinem Tod im September 1797 wieder aufgehoben. Bei der folgenden Einteilung des Bonner Bezirkes in acht Großämter (Baillages) im Oktober 1797 wurde die Munizipalität Brühl eine Baillage.

### Die Präsidialverwaltung
Bei der von der französischen Regierung durch Kommissar François Joseph Rudler 1798 durchgeführten Verwaltungsreform wurden die alten Territorien und Herrschaften aufgehoben. Das linksrheinische Gebiet wurde in vier Départements unterteilt, deren Verwaltung aus einem fünfköpfigen Direktorium mit einem Präsidenten an der Spitze bestand.
Die untere Verwaltungsebene bildeten die Kantone mit ihren Munizipalitäten. Jede Gemeinde erhielt einen Munizipalagenten und einen Adjoint als Vertreter. Alle Agenten eines Kantons bildeten die Kantonsmunizipalität, die aus ihrer Mitte einen Präsidenten wählte. Brühl war der Hauptort des gleichnamigen Kantons und Sitz der Kantonsmunizipalität. Zum Kanton Brühl gehörten folgende Gemeinden:
| A bis Z | Verwaltungssitz | Zugehörige Gemeinden und ihre Weiler | Einwohnerzahl |
| ------- | --------------- | ------------------------------------ | ------------- |
| 01      | Brühl           | Alsteden                             | 234           |
| 02      | Brühl           | Badorf und Eckdorf                   | 712           |
| 03      | Brühl           | Berrenrath und Knapsack              | 252           |
| 04      | Brühl           | Bornheim und Roisdorf                | 1552          |
| 05      | Brühl           | Brühl                                | 1932          |
| 06      | Brühl           | Fischenich                           | 759           |
| 07      | Brühl           | Gleuel                               | 605           |
| 08      | Brühl           | Godorf                               | 171           |
| 09      | Brühl           | Hemmerich und Kardorf                | 818           |
| 10      | Brühl           | Hersel                               | 279           |
| 11      | Brühl           | Hermülheim                           | 356           |
| 12      | Brühl           | (Alt-)Hürth                          | 466           |
| 13      | Brühl           | Immendorf                            | 94            |
| 14      | Brühl           | Keldenich                            | 238           |
| 15      | Brühl           | Kendenich                            | 472           |
| 16      | Brühl           | Klettenberg und fünf Höfe            | ?             |
| 17      | Brühl           | Meschenich                           | 223           |
| 18      | Brühl           | Merten und Trippelsdorf              | 701           |
| 19      | Brühl           | Rösberg                              | 350           |
| 20      | Brühl           | Rondorf                              | 215           |
| 21      | Brühl           | Schwadorf                            | 272           |
| 22      | Brühl           | Sechtem                              | 527           |
| 23      | Brühl           | Sürth und Weiß                       | 545           |
| 24      | Brühl           | Uedorf                               | 52            |
| 25      | Brühl           | Urfeld                               | 346           |
| 26      | Brühl           | Vochem                               | 269           |
| 27      | Brühl           | Walberberg                           | 571           |
| 28      | Brühl           | Waldorf                              | 748           |
| 29      | Brühl           | Wesseling „groß“ und „klein“         | 409           |
| 30      | Brühl           | Widdig                               | 266           |
| Total   | Kanton Brühl    | Einwohnerzahl im Jahr 1798           | 14434         |

Eine Neuerung war das im März 1798 eingeführte französische Steuersystem, das an Stelle der Steuern aus kurfürstlicher Zeit trat.
Nach der Aufhebung aller feudalen Rechte 1798 bestand die alte ständische Gliederung der Gesellschaft nicht mehr. Für alle Bürger (Citoyen) galten die gleichen Gesetze.
Um der Forderung der französischen Regierung, die linksrheinischen Gebiete in das französische Staatsgebiet einzugliedern, Nachdruck zu verleihen, wurden 1798 auf Veranlassung der Behörden in den Kantonen Reunionszirkel gebildet, die den offiziellen baldigen Anschluss an Frankreich anstrebten. Die Reunionsadresse des Kantons Brühl wurde mit 284 Unterschriften am 29. April 1798 an Regierungskommissar Rudler geschickt. 1898 wurde der erste Freiheitsbaum in Brühl gepflanzt.
Die französische Sprache sollte die Zugehörigkeit der Bevölkerung in den neuen Departements zum französischen Staat fördern. Dazu erließ Rudler am 30. März 1798 eine Verordnung, in der er die französische Sprache als alleinige Amtssprache vorschrieb. Französisch blieb jedoch auf die amtlichen Dokumente beschränkt.
Eine weitere von Rudler 1798 eingeführte Neuerung war der französische Revolutionskalender mit einer neuen Zeitrechnung, die am 22. September 1792 begann. Sie war Ausdruck der Abkehr von der alten religiösen Ordnung, die bisher das Leben der Menschen bestimmt hatte. Der neue Kalender mit der Dekadeneinteilung statt der Sieben-Tage-Woche wurde von der Mehrheit der Bevölkerung nicht akzeptiert. Zum Beginn des Jahres 1806 wurde der gregorianische Kalender wieder eingeführt.
Mit der Einführung des neuen Kalenders traten an die Stelle der alten Kirchenfeste neue Feiertage, von denen nur der Jahrestag der Erstürmung der Bastille am 14. Juli 1789 als Nationalfeiertag in Frankreich geblieben ist. Nach einem Bericht der Kölnischen Zeitung wurde 1799 in Brühl in der Sommerresidenz des ehemaligen Kurfürsten der Tag der Hinrichtung König Ludwigs XVI. gefeiert. An dem Tage wurde wie bei diesen Festen üblich auf dem Markt eine Eiche als Freiheitsbaum gepflanzt. Regierungskommissar Biergans hielt eine Rede und die Jugend umtanzte den Baum. Nach dem Frieden von Lunéville wurde 1801 ebenfalls ein staatlich verordnetes Friedensfest gefeiert, bei dem Bürger Gareis (Pfarrer und Maire zugleich) vor dem Schloss das kurfürstliche Wappen verbrannte.

### Präfektur

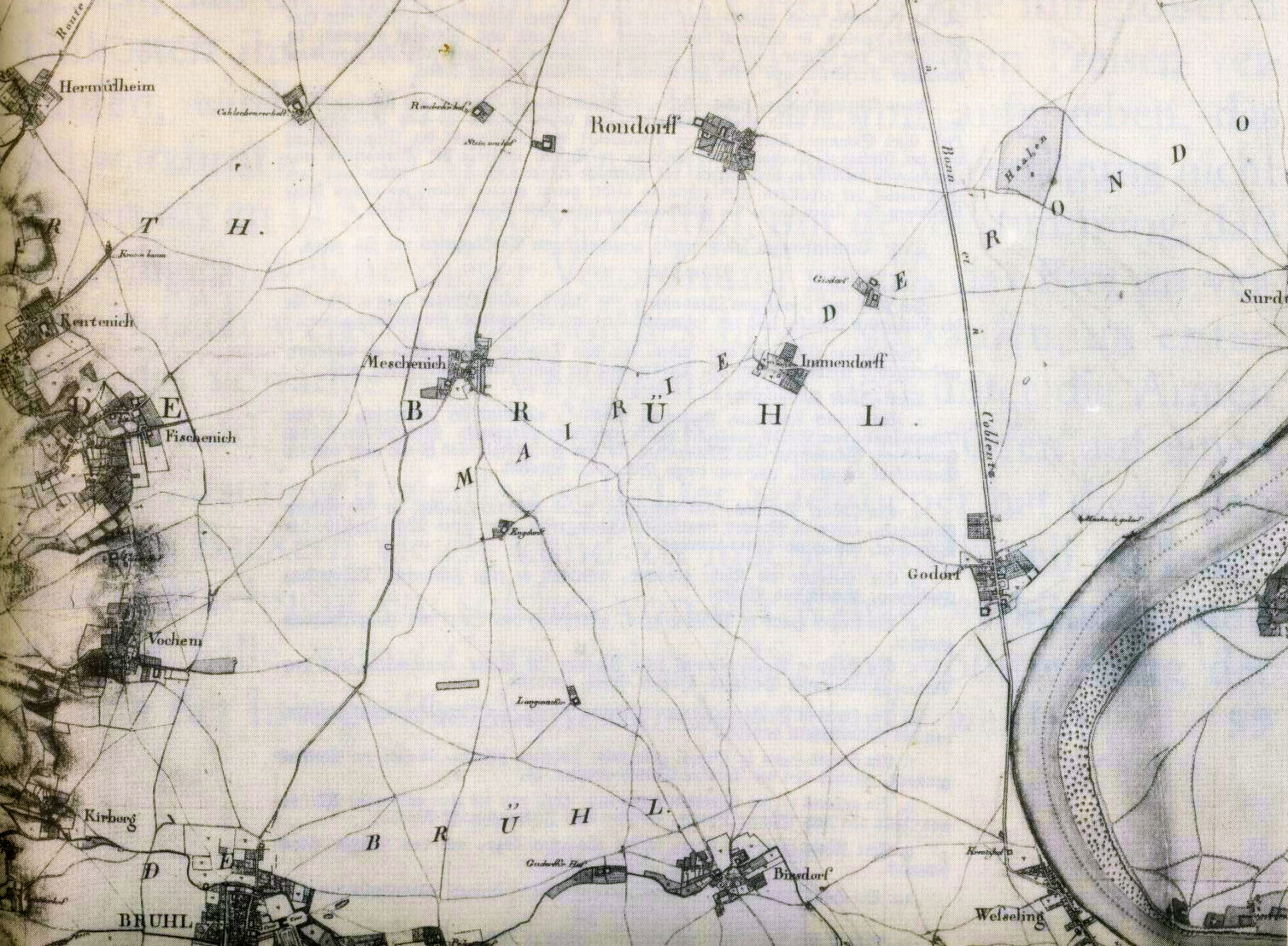
Teilbereich des Kantons Brühl nach Tranchot

Nach dem unter Napoléon Bonaparte als erstem Konsul der französischen Republik am 17. Februar 1800 beschlossenen Gesetz, das in den rheinischen Departements im Mai 1800 in Kraft gesetzt wurde, blieben die vier linksrheinischen Departements bestehen, wurden aber in Arrondissements unterteilt. An der Spitze des Départements stand nun ein Präfekt, die Arrondissements leiteten dem Präfekten unterstellte Unterpräfekten. Köln wurde zum Verwaltungssitz des Arrondissement Köln bestimmt. Zum Arrondissement de Cologne gehörten die Kantone Köln, Bergheim, Brühl, Dormagen, Elsen, Jülich, Kerpen, Lechenich, Weiden und Zülpich.
Die Kantonsmunizipalitäten wurden gleichzeitig aufgelöst, die Kantone, die sich mit den Bezirken der neu eingerichteten Friedensgerichte deckten, verloren ihre Bedeutung als Verwaltungsbezirke. An Stelle der Kantone übernahmen nun Mairien, zu denen die übergroße Anzahl der Gemeinden zusammengefasst worden waren, Verwaltungsaufgaben. Die Mairien erhielten einen dem Unterpräfekten unterstellten Maire, dem als Vertreter ein Adjoint (dt. Beigeordneter) beigegeben wurde.
Der Maire verwaltete die Mairie nach den ihm vom Kölner Unterpräfekten oder dem Aachener Präfekten erteilten Weisungen. Für die Erstellung der Haushaltspläne und zur Rechnungsprüfung wurde ihm ein Conseil municipal (Gemeinderat) beigegeben, der einmal im Jahre tagte. Die Haushaltspläne mussten dem Unterpräfekten vorgelegt und von ihm genehmigt werden.
Zu den weiteren dienstlichen Tätigkeiten des Maires gehörte die Führung der 1798 eingeführten Zivilstandsregister. Die erste Ziviltrauung in Brühl fand am 7. August 1798 statt.
Die Zugehörigkeit der linksrheinischen Gebiete zum französischen Staat wurde durch den Frieden von Lunéville 1801 rechtskräftig. Nachdem ein Gesetz von 9. März 1801 die Gebiete zu integrierten Bestandteilen des französischen Staates erklärt hatte, wurden die rheinischen Départements am 23. September 1802 mit den alten französischen Départements gleichgestellt und somit vollständig in den französischen Staat integriert.

### Mairien und ihre Gemeinden (1801)
- Mairie Brühl (3100): Brühl mit Berzdorf, Kierberg und Pingsdorf, Badorf mit Eckdorf, Schwadorf, Vochem.
- Mairie Hersel (2880): Hersel, Keldenich, Uedorf, Urfeld, Wesseling (Klein und Groß), Widdig.
- Mairie Hürth (2900): Berrenrath, Fischenich mit Kendenich, Gleuel, Hermülheim, (Alt-)Hürth mit Alstädten und Knapsack.
- Mairie Rondorf (1930): Godorf, Immendorf, Rodenkirchen, Rondorf mit Meschenich, Fünfhöfe (Cinq fermes, Klettenberg, Weißhaus, Komarhof, Kalscheurer Hof, Konrader Hof ?), Sürth, Weiß.
- Mairie Sechtem (2550): Merten, Rösberg, Sechtem mit Walberberg.
- Mairie Waldorf (2550): Hemmerich und Kardorf, Waldorf mit Bornheim.[5][6]

### Neuordnung der Justiz
Parallel zur Neuordnung der Verwaltung erfolgte 1798 die Organisation der Gerichtsverfassung. Der Kanton Brühl verfügte weiter über ein Friedensgericht mit Sitz in Brühl für kleine Zivil- und Strafrechtssachen, die vor einem Friedensrichter mit zwei Beisitzern und einem Gerichtsschreiber verhandelt wurden. Ein Gerichtsbote überbrachte Vorladungen oder Beschlüsse in die zum Kanton Brühl gehörenden Orte.
Nach der von Napoléon 1800 eingeführten Verfassung entsprachen die Gerichtsbezirke unterster Instanz den Grenzen der Kantone. Als Hauptort des Kantons blieb Brühl Sitz eines Friedengerichtes. Der Richter unterstand dem in Köln eingerichteten Tribunal Erster Instanz, das für größere Streitfragen und Strafsachen sowie für Berufungen zuständig war.
Durch das neugeschaffene Notariat waren in Brühl öffentliche Notare für die Beurkundung von Rechtsgeschäften tätig.
Die im Kanton Brühl lebenden Juden waren durch die französischen Gesetze den anderen Bürgern gleichgestellt worden. Sie mussten jedoch seit 1808 nach einer Verfügung Napoléons feste Vor- und Familiennamen annehmen (→ Jüdischer Name), um bei Beurkundungen von Geburten, Heiraten und Todesfällen benannt werden zu können.
Die neue Rechtsordnung wurde im französischen Kaiserreich abgeschlossen durch die Einführung der „Cinq codes“ zwischen 1804 und 1811, von denen der Code civil oder Code Napoléon (bürgerliches Recht) der bekannteste wurde. Im Rheinland blieb dieses Recht auch nach dem Abzug der Franzosen als „Rheinisches Recht“ bis zur Einführung des Bürgerlichen Gesetzbuches am 1. Januar 1900 in Kraft und das "Rheinische Notariat" gilt noch bis heute.

### Neuordnung der kirchlichen Verhältnisse
Nach dem 1801 abgeschlossenen Konkordat zwischen Napoléon Bonaparte und Papst Pius VII. war die französische Regierung ermächtigt, die kirchlichen Verhältnisse in Frankreich neu zu ordnen sowie die geistlichen Institutionen aufzuheben und ihr Vermögen zu verstaatlichen. 1802 wurden alle kirchlichen und klösterlichen Besitzungen enteignet und teilweise zu Gunsten staatlicher Kassen versteigert, die sogenannte Säkularisation. Damit entfiel auch die materielle Grundlage für die Pfarreien. Diese wurden nun erheblich dezimiert. Pro Kanton wurde eine Kirche zur Hauptpfarrei bestimmt und vom Staat finanziert. Im Kanton Brühl war dies St. Margareten. (Pfarrer Lehnen von St. Margareten führte noch bis zu seinem Tode 2002 den Titel Oberpfarrer) Die Hilfspfarreien in den Gemeinden bekamen nur die Hälfte des Gehalts vom Staat, das übrige sollte von den Kommunen finanziert werden, was häufig nicht funktionierte. Ab 1807 übernahm dann der Staat die Besoldung.
Im Napoleonischen Kaiserreich wurden die republikanischen Feiertage abgeschafft. Andere festlich zu begehende Gedenktage wurden 1806 eingeführt: der 15. August, Napoléons Geburtstag, und der erste Sonntag im Dezember, der Jahrestag seiner Kaiserkrönung, die mit festlichen Gottesdiensten, Reden und Te Deum sowie mit einem anschließenden Volksfest gefeiert werden sollten.

### Öffentliche Wohltätigkeit
Nach einem Erlass der französischen Regierung wurden in allen Kantonen Wohltätigkeitsbüros eingerichtet, die von fünf Bürgern, darunter einem Arzt, betreut werden sollten. Da es in Brühl keinen Arzt gab, übernahm Pfarrer Gareis dieses Amt. Das Wohltätigkeitsbüro konnte seinen Aufgaben nur stark eingeschränkt nachkommen. Wegen fehlender Gelder war die Unterstützung der 1803 erfassten 18 Invaliden und 18 Hilfsbedürftigen nur unzureichend. Das aus kurfürstlicher Zeit stammende Hospital, ein kleines Fachwerkhaus mit drei Kämmerchen und einem gemeinsamen zu benutzenden Raum mit einem Ofen, genügte nicht zur Unterbringung von 40 Kranken.

### Bildungswesen
Nach der Auflösung des Franziskanerklosters im August 1802 wurden durch die eingesetzte Domänenverwaltung im Jahr 1803 die Klostergebäude ohne die Klosterkirche St. Maria von den Engeln vermietet. Da der Mieter nur an der Nutzung des Gartens interessiert war, blieb das Hauptgebäude ungenutzt und stand mit Ausnahme weniger Räume, die drei ehemalige Patres bewohnten, fast leer. In einem Nebengebäude des Klosters, dem ehemaligen Schulgebäude, war durch Oberpfarrer Heinrich Gareis und zwei Lehrern eine Privatschule eröffnet worden. Als nach Ablauf der Mietverträge ein Verkauf der Immobilie misslang, verpachtete die Domänenverwaltung 1807 die Gebäude der Mairie Brühl zur Nutzung als Schulgebäude. Dem Antrag des Maires, die Schule als Sekundärschule anzuerkennen und dem Dekret Napoleons entsprechend drei wissenschaftlich ausgebildete Lehrer unterrichten zu lassen, wurde am 4. September 1807 stattgegeben. Durch ein weiteres kaiserliches Dekret, dem zufolge alle für Schulzwecke genutzten öffentlichen Gebäude den Gemeinden geschenkt wurden, fiel die Klosteranlage 1811 an die Mairie Brühl.
In einem Bericht von 1809 über die Schulen im Arrondissement Köln wurde zur Existenzsicherung der nur von 34 Schülern besuchten „Ecole secondaire de Bruhl“ vorgeschlagen, ihr ein Internat anzugliedern. Der Kölner Johann Caspar Schug, der seit 1803 in Köln ein privates Institut mit Internat führte, war an der Übernahme der Schule interessiert. Seinem Antrag an den Rektor der Akademie Lüttich um Überlassung der Brühler Schule wurde stattgegeben. 1812 teilte Unterpräfekt Klespé dem Brühler Maire mit, dass Schug zum „Directeur du college de Bruhl“ ernannt worden wäre. Schug zog mit Lehrern und Schülern nach Brühl, nachdem ihm vertraglich alle Gebäude des Klosters überlassen worden waren. Anschließend wurde einem kaiserlichen Dekret entsprechend ein Verwaltungsrat gebildet. Am „College“ unterrichteten neben vier angestellten Lehrern Oberpfarrer Gareis als Religionslehrer und zwei von Schug besoldete Lehrer. 1812 betrug die Schülerzahl 62 Schüler, davon 36 Interne „pensionnaires“, im Jahre 1813 sank sie auf 48 Schüler. Als die französische Verwaltung am 14. Januar 1814 zusammenbrach, löste sich der Verwaltungsrat auf. Schug führte die Schule noch einige Zeit als Privatschule weiter.
Wie behördlich vorgeschrieben, wurde in der Sekundärschule der Kaiserkult gepflegt.
Noch bis 1813 wurde der 15. August, der Geburtstag Napoléons gefeiert, die Feier am 1. Sonntag im Dezember, dem Tag seiner Kaiserkrönung, entfiel, da die Macht des Kaisers nach der Völkerschlacht bei Leipzig gebrochen war.
Allgemein waren nach einem Gesetz vom 1. Januar 1809 alle Schulen zur „Kaiserlichen Universität“ zusammengefasst worden. Die „Universität“ war gegliedert in Akademien (Schulbezirke), die jeweils mehrere Departements umfassten. Das Roerdepartement unterstand der Akademie Lüttich.

## Das Ende des Kantons Brühl
Nach dem gescheiterten Feldzug Napoléons gegen Russland 1812 und seiner Niederlage in der Völkerschlacht bei Leipzig 1813 zogen sich die Reste der Grande Armée ins linksrheinische Gebiet zurück. Nach der Überschreitung des Rheins in der Neujahrsnacht 1813/14 durch eine preußische und russische Armee brach die französische Verwaltung zusammen. Am 14. Januar 1814 verließen Militär und Beamte (Domänenverwalter, Zöllner und Gendarme) vor den anrückenden Alliierten den Kanton Brühl.
Das eroberte Gebiet wurde zunächst von den alliierten Mächten als Zentralverwaltungsdepartement unter Leitung des Freiherrn vom Stein gebildet, das in Generalgouvernements aufgeteilt wurde. Zum Leiter des Generalgouvernements Niederrhein, zu dem das Roerdepartement gehörte, wurde Johann August Sack ernannt. Er übernahm am 15. Juni 1814 die Leitung des nach dem Pariser Frieden aus den rheinischen Departements neu gebildeten Generalgouvernement Nieder- und Mittelrhein, das der Verwaltung Preußens unterstand.
Nachdem auf dem Wiener Kongress 1815 das Rheinland Preußen zugesprochen wurde, erfolgte 1816 eine Neueinteilung des Gebietes mit der Bildung der Provinz Jülich-Kleve-Berg und der Provinz Großherzogtum Niederrhein, die später (1822) zur Rheinprovinz zusammengefasst wurden.
Der Kanton Brühl wurde mit dem Kanton Weiden Teil des 1816 gebildeten Kreises Köln im Regierungsbezirk Köln in der Provinz Jülich-Kleve-Berg,(seit 1822 preußische Rheinprovinz) und des späteren Landkreises Köln. Insofern hat ein großer Teil der damals angelegten Organisationen und Zusammenschlüsse weitergewirkt und ist auch Grundlage für die heutigen kommunalen Strukturen.